# Palau Surian Bellotto
El Palau Surian Bellotto és un edifici arquitectònic de Venècia, situat al barri de Cannaregio i amb vistes al canal de Cannaregio.

## Història

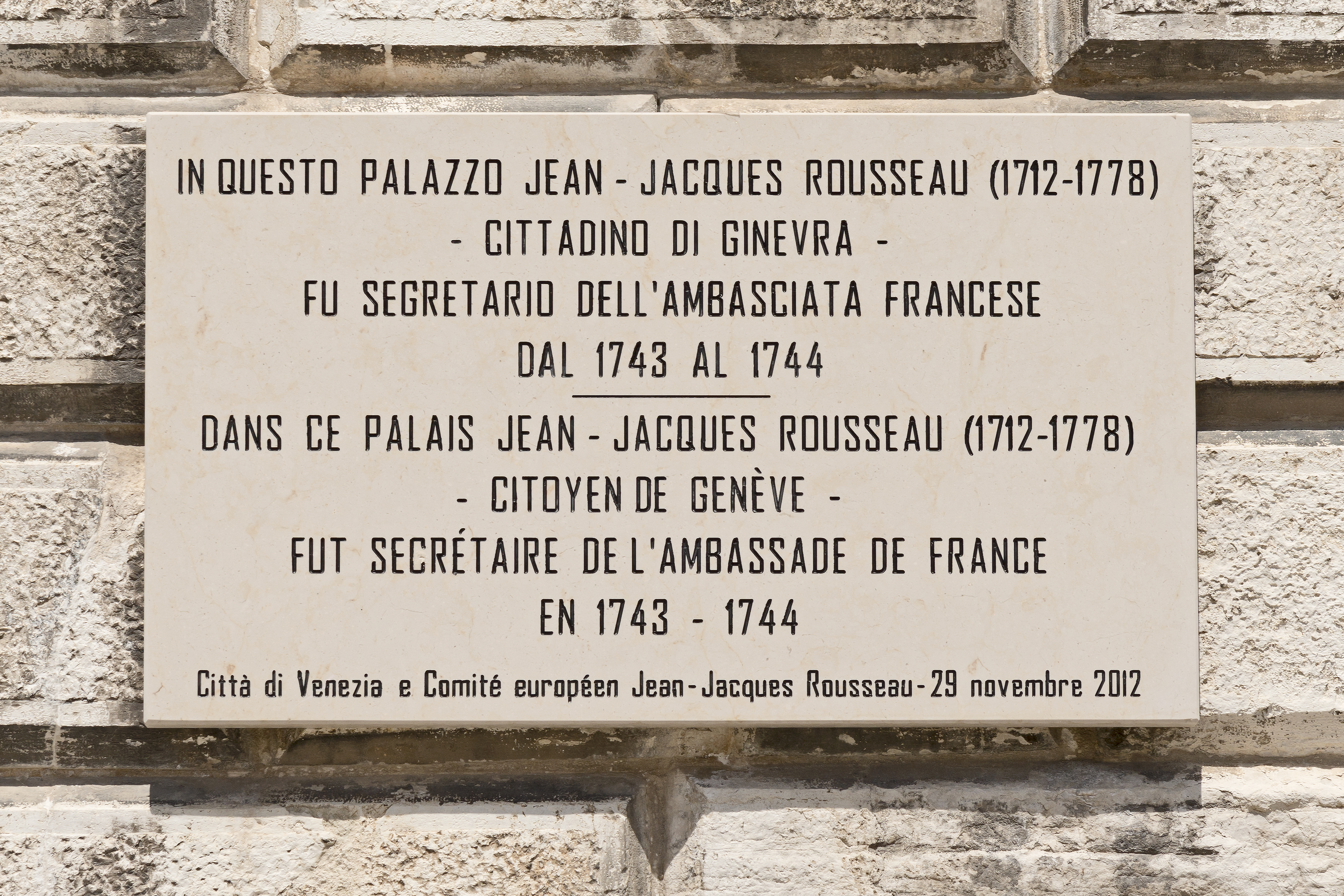
Jean Jacques Rousseau - Placa commemorativa a la façana del palau

Aquest palau, entre les façanes més imponents del canal de Cannaregio, va ser construït per ordre de la família patrícia Surian (d'origen armeni) al segle XVII, basant-se en un disseny atribuït a l'arquitecte Giuseppe Sardi, autor del proper Palau Savorgnan.
A finals del mateix segle, va ser venuda a la família Bellotto (d'origen brescian). Al segle XVIII, es va convertir en la seu veneciana de l'ambaixada francesa: va ser el període en què hi va viure el filòsof Jean-Jacques Rousseau.
Després de la caiguda de la República de Venècia, al segle XIX el palau va iniciar un llarg període de decadència, durant el qual els seus sumptuosos interiors, la seva estructura original i les seves decoracions es van perdre irreversiblement.
El palau va ser representat a la "Vista del canal de Cannaregio" del pintor Francesco Guardi cap al 1770.
Actualment és un dels pocs edificis històrics de Venècia habitats per venecians. A la planta baixa de l'edifici, la Laguna Libre Arxivat 2023-12-05 a Wayback Machine., una eco-Osteria cultural, va cobrar vida el 9 de desembre de 2016. Després d'una important renovació segons els principis de la construcció verda, es va crear aquest gran local que serveix tant un restaurant que serveix productes locals, d'alta qualitat i orgànics, el club de Jazz i Música Mundial més important del nord-est d'Itàlia (en col·laboració amb Veneto Jazz), com un espai per a esdeveniments públics i privats, que acull exposicions temporals d'art i fotografia, presentacions de llibres i debats públics en col·laboració amb ONG i xarxes. Laguna Libre també acull la seu de Smart Venice, una empresa de recerca i consultoria que treballa en projectes d'igualtat de gènere, innovació inclusiva i sostenibilitat. El 2 de desembre de 2020, el conegut programa cultural del canal France 3 de la televisió nacional francesa, " Des Racines et des Ailes ", va emetre el documental "Notre-Dame, Chartres,Venise: chefs-d'oeuvre en renaissance". En el documental, el palau amb la seva història i la Laguna Libre amb el seu projecte cultural i gastronòmic representen un dels exemples del possible renaixement de la ciutat després de l'acqua alta del novembre de 2019 i la pandèmia de COVID-19 del 2020/2021.

## Arquitectura

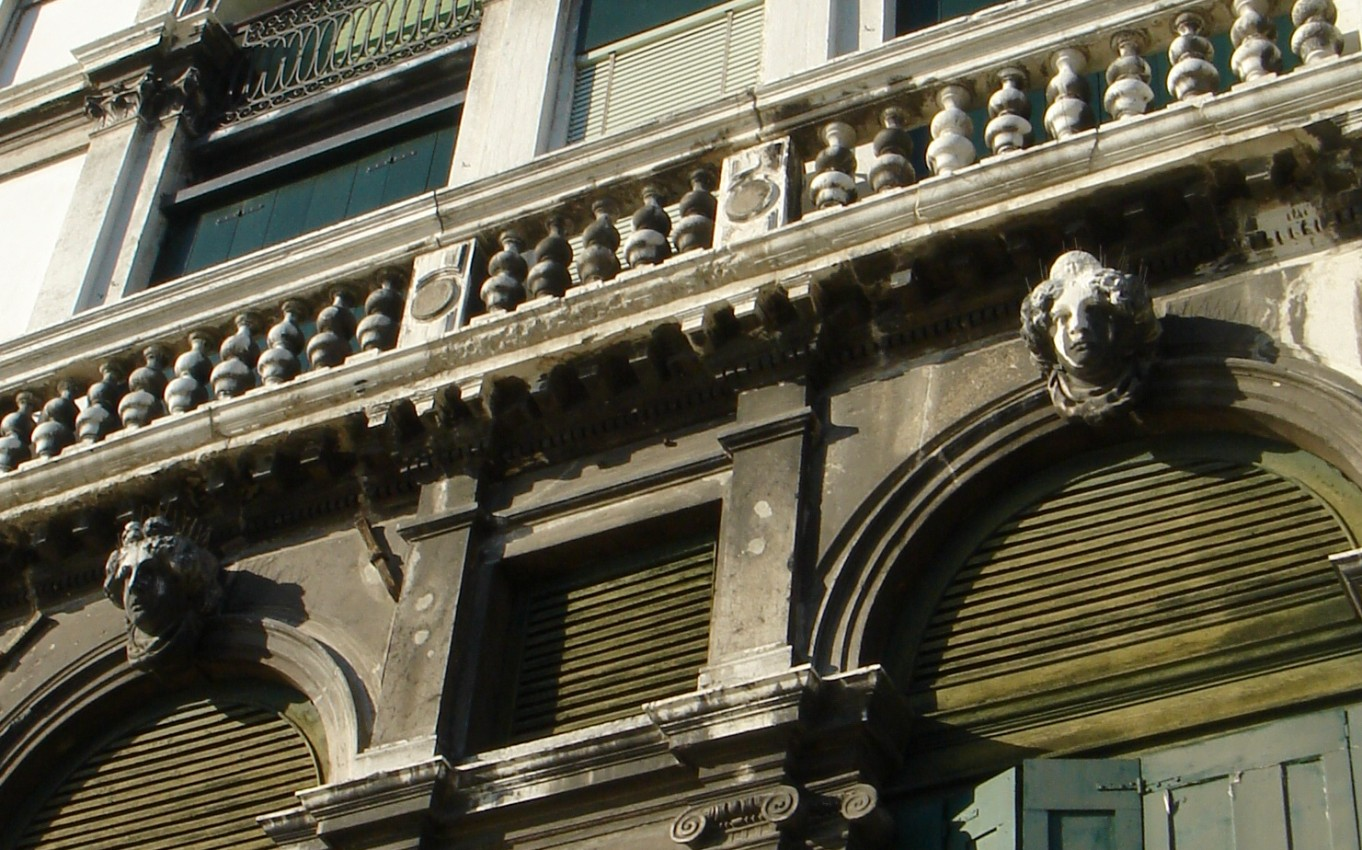
Detall de la façana, amb màscares i balustrades

La part més ben conservada i important del palau és la gran façana d'estil barroc, que, amb les seves quatre plantes, s'alça sobre els edificis propers.
La façana és asimètrica, amb l'eix central desplaçat cap a l'esquerra: és aquí on es troben les obertures més valuoses: a la planta baixa, dos portals d'arc amb màscara, inserits en una banda rústica; corresponents a aquests, a les plantes principals, hi ha dos parells de finestres serlianes, la del segon pis parcialment tapiada; les altres obertures són grans finestres monófores amb marcs de pedra que recorden els motius de les finestres serlianes. Totes les obertures de les plantes principals estan equipades amb balustrades i gàrgoles. La quarta planta presenta una banda de finestres rectangulars més petites.
Els nivells de la façana estan marcats per elaborades fileres, mentre que la part superior està travessada per una cornisa denticulada.